# Mimi Fiedler
Mimi Fiedler (Split, 11. septembar 1975) nemačka je glumica.

## Biografijа
Rođena je kao Miranda Čondić-Kadmenović u Splitu. Sa roditeljima se preselila u Nemačku kada je imala dve godine.
Po savetu svog minhenskog agenta promenila je porodično prezime u Toma, prezime njenog pradede, kako bi se u Nemačkoj lakše izgovorilo njeno prezime i kako bi dobijala bolje glumačke uloge.

## Lični život
Fidler je majka jedne ćerke. Udala se 2000. godine i uzela ime svog muža Leonhardt. Brak je okončan razvodom 2002. godine.
Od 2003. do 2010. bila je u vezi sa kolegom glumcem Mišelom Matičevićem.
Godine 2012. ona se verila za svoju simpatiju iz detinjstva i usvojila umetničko ime „Mimi Fidler“, kombinaciju njenog nadimka i njegovog prezimena.

## Uloge
- 1998 – Zita – Geschichten über Todsünden, kratki film, filmski debi, posebna nagrada na festivalu u Torinu
- 1998 – Yara
- 1998 – Solo für Klarinette
- 2000 – Mein Leben gehört mir
- 2000 – Trennungsfieber
- 2005 – SOKO Kitzbühel
- 2005–2007 – Alles außer Sex
- 2006 – SOKO 5113
- 2008 – Utta Danella
- 2009 – Für meine Kinder tu' ich alles
- 2010 – SOKO Köln
- 2010 – SOKO Stuttgart
- 2010 – Alarm für Cobra 11 – Die Autobahnpolizei
- 2011 – Ich habe es dir nie erzählt
- 2011 – Kokowääh
- 2012 – Ein Sommer in Kroatien
- 2012 – Mann tut was Mann kann
- 2014 – Die Dienstagsfrauen – Sieben Tage ohne
- 2015 – Die Dienstagsfrauen – Zwischen Kraut und Rüben
- 2015 – Unter uns